# Estadio Flaminio
El Estadio Flaminio es un centro deportivo situado en la ciudad de Roma. Se sitúa en la Vía Flaminia, a tres kilómetros del centro de la ciudad.

## Historia
El estadio actual data de julio de 1957, inicio de su construcción, aunque ya anteriormente existió un primer estadio llamado también Stadio Flaminio, construido en 1927 en honor al Partito Nazionale Fascista, edificado en el lugar donde había una construcción de 1911, el Stadio Nazionale, que conmemoraba el 50 aniversario de la Unificación Italiana. A su vez este último se construyó sobre otro antiguo estadio, el Stadio Torino, que se caracterizaba por un estilo arquitectónico clásico y muy sobrio.
El diseño del actual estadio se debe a los arquitectos Pierluigi y Antonio Nervi, fue construido por la sociedad Nervi e Bartoli bajo la dirección del ingeniero Bruno Magrelli. Su inauguración oficial se llevó a cabo el 12 de marzo de 1959.

## Práctica deportiva
Normalmente está destinado a la práctica del fútbol, siendo el estadio donde juega el A.S. Cisco Roma de la Serie C/2 división. También fue la sede de la selección de rugby de Italia y del equipo de fútbol americano Lazio Marines.
Con una capacidad de 24 973 espectadores (8000 cubiertos) fue el más pequeño de los estadios del Torneo de las Seis Naciones, debido a ello se reconsideró el traslado de los partidos de la selección Italiana de rugby al Estadio Olímpico de Roma.
Durante el campeonato italiano de fútbol 1989-90 los equipos de la Roma y la Lazio jugaron como locales en este campo debido a los trabajos de remodelación del Stadio Olímpico con vistas a la Copa Mundial de Fútbol de 1990, organizado por Italia.
Además alberga una piscina cubierta (25 x 10 metros) y diferentes salas para práctica de la esgrima, la lucha, el levantamiento de peso, el boxeo y la gimnasia.

## Conciertos
Este estadio cuenta con el honor de ser el lugar donde el artista Michael Jackson dio sus dos únicos conciertos en Roma en su Bad World Tour el 23 y 24 de mayo de 1988. 
| Predecesor: Melbourne Cricket Ground Melbourne 1956 | Estadio de la final del Torneo Olímpico de Fútbol Roma 1960 | Sucesor: Olímpico de Tokio Tokio 1964 |